# Danièle Darlan
Danièle Darlan, född 1952, är en centralafrikansk advokat, professor och jurist.
Darlan var president för Centralafrikas författningsdomstol från 2017 till 2022. Hennes utnämning återkallades plötsligt av president Faustin-Archange Touadéra i oktober 2022.

## Biografi
Danièle Darlan avlade doktorsexamen i juridik i Frankrike. Hon var verksam som professor i offentlig rätt vid University of Bangui under trettio år. Darlan tillträdde som vicepresident för författningsdomstolen 2013 och valdes till dess president 2017. Hon blev då den första kvinnan i rollen.
I juni 2020 vägrade hon att godkänna ändringar av konstitutionen som föreslagits av nationalförsamlingen och stötts av president Touadéra. Förändringarna skulle ha låtit honom stanna kvar vid makten. I oktober 2022 avskedades Darlan av Touadéra med hänvisning till hennes ålder. Den 3 januari 2023 avgjorde författningsdomstolen att Touadéras beslut hade varit olagligt. Darlan meddelade dock hon inte skulle återvända till domstolen.
2023 var hon en av mottagna av International Women of Courage Award.